# Parastega
Parastega é um gênero de traça pertencente à família Agonoxenidae.